# Nick Rose
Nicholas Henry (Nick) Rose (Bristol, 30 december 1951) is een voormalige Britse langeafstandsloper. Hij nam tweemaal deel aan de Olympische Spelen, maar won hierbij geen medailles. Hij was houder van het wereldrecord op de halve marathon en gedurende 34 jaar Europees recordhouder op de 10 km.

## Biografie
Rose kreeg in 1979 internationale bekendheid met het verbeteren van het wereldrecord op de halve marathon. Met 1:02.36 liep hij de 1:02.47 uit de boeken van zijn landgenoot Tony Simmons. Nog datzelfde jaar werd het wereldrecord verder verbeterd door de Amerikaan Kirk Pfeffer tot 1:02.32.
Een jaar later maakte Rose zijn olympisch debuut. In 1980 nam hij deel aan de Olympische Spelen van Moskou. Hier kwam hij op de 5000 m tot de halve finale, waarin hij op een vijfde plaats strandde.
Op 1 april 1984 verbeterde hij in New Orleans het Europees record op de 10 km tot 27.34. Later dat jaar werd hij bij zijn tweede olympische deelname twaalfde in de finale van de 10.000 m met een tijd van 28.31,73.
In zijn actieve tijd was Nick Rose aangesloten bij Bristol Athletic Club.

## Persoonlijke records
Baan
| Onderdeel | Tijd     | Datum        | Plaats |
| --------- | -------- | ------------ | ------ |
| 5000 m    | 13.18,91 | 28 juni 1984 | Oslo   |
| 10.000 m  | 27.31,19 | 9 juli 1983  | Oslo   |

Weg
| Onderdeel      | Tijd          | Datum             | Plaats       |
| -------------- | ------------- | ----------------- | ------------ |
| 10 km          | 27.34 (ex-ER) | 1 april 1984      | New Orleans  |
| halve marathon | 1:01.03       | 15 september 1985 | Philadelphia |

## Palmares

### 5000 m
- 1980: 5e in ½ fin. OS - 13.40,6

### 10.000 m
- 1983: 7e WK - 28.07,53
- 1984: 12e OS - 28.31,73 (in serie 28.31,13)

### 15 km
- 1990:  Zevenheuvelenloop - 44.54
- 1991: 7e Zevenheuvelenloop - 45.02

### halve marathon
- 1979:  River Corridor Classic in Dayton - 1:02.36
- 1980:  River Corridor Classic in Dayton - 1:03.07
- 1981:  Philadelphia Distance Run - 1:03.11
- 1985:  Philadelphia Distance Run - 1:01.03
- 1988:  Great Scottish Run - 1:03.15
- 1989:  halve marathon van Choisy Le Roy - 1:02.24
- 1989:  halve marathon van Hastings - 1:03.06
- 1990:  halve marathon van Hastings - 1:04.05
- 1990:  halve marathon van Guernsey - 1:05.14
- 1991: 8e halve marathon van Egmond - 1:07.32
- 1991: 4e halve marathon van Hastings - 1:04.15
- 1991:  halve marathon van Bristol - 1:07.51
- 1991:  halve marathon van St Neots Zanussi - 1:04.17
- 1991:  halve marathon van Windsor - 1:06.51
- 1994: 6e halve marathon van Motorola - 1:07.31
- 2003: 16e halve marathon van Bristol - 1:11.08

### marathon
- 1978:  marathon van Süderelbe - 2:24.42
- 1979:  marathon van West Berlijn - 2:26.23
- 1994: 46e marathon van Londen - 2:21.10
- 1994: 41e New York City Marathon - 2:26.39
- 1995: 20e Walt Disney World - 2:24.08
- 1995: 35e marathon van Londen - 2:22.32
- 1995: 52e New York City Marathon - 2:25.37
- 1996: 4e Walt Disney World - 2:33.50